# Paranecroscia bisignata
Paranecroscia bisignata är en insektsart som först beskrevs av Ludwig Redtenbacher 1908.  Paranecroscia bisignata ingår i släktet Paranecroscia och familjen Diapheromeridae. Inga underarter finns listade i Catalogue of Life.